# Парламентські вибори в Естонії 1932
Парламентські вибори пройшли в Естонії в період з 21 по 23 травня 1932.

## Передумови
Перед виборами значні зміни відбулися у політичному ландшафті. Об'єднання аграріїв (в основному за підтримки «старих фермерів», консервативних і економічно правих) і Партія поселенців об'єдналися в Союз поселенців і дрібних землевласників, а Естонська народна партія, Християнська народна партія, Лейбористська партія і Поміщицька партія об'єдналися, аби сформувати Національний центр.

## Результати
| партія                                              | Голоси  | %    | Місця | +/– |
| --------------------------------------------------- | ------- | ---- | ----- | --- |
| Союз поселенців і дрібних землевласників            | 199,035 | 39.8 | 42    | ▲4  |
| Національний центр                                  | 110,662 | 22.1 | 23    | ▼3  |
| Естонська соціалістична робоча партія               | 104,835 | 20.9 | 22    | ▼3  |
| Ліві робочі                                         | 25,966  | 5.2  | 5     | ▼1  |
| Російські партії                                    | 25,246  | 5.0  | 5     | ▲3  |
| Німецько-Балтійська партія — Шведська народна ліга  | 15,527  | 1.9  | 3     | 0   |
| Національна спілка праці                            | 9,597   | 1.9  | 0     | Нов |
| Соціалістичні робітники і селяни — Російська партія | 5,191   | 1.0  | 0     | Нов |
| Асоціація фермерів                                  | 4,453   | 0.9  | 0     | Нов |
| Недійсні                                            | 3,388   | –    | –     | –   |
| Разом                                               | 503,900 | 100  | 100   | 0   |
| Явка                                                | 747,528 | 67.4 | –     | –   |
| Джерело: Nohlen & Stöver                            |         |      |       |     |